# Luna Marán
Luna Martínez Andrade (Guelatao de Juárez, Oaxaca, 1 de mayo de 1986), conocida como Luna Marán, es una cineasta mexicana. Es parte de la segunda generación de cineastas de su comunidad. Cofundadora del Campamento Audiovisual Itinerante, la Red de Cines Comunitarios Aquí Cine, Jeqo, CineToo Lab y Brujazul. Es ganadora de 10 premios y fue nominada a la Mejor Ópera Prima en los Arieles 2018. En el 2001 recibió el segundo lugar del Premio Nacional de Fotografía para jóvenes Manuel Álvarez Bravo. En el 2006 recibió el reconocimiento Semillas - MacArthur Foundation.

## Biografía
Hija del filósofo y músico zapoteco Jaime Martínez Luna, Luna Marán creció en Guelatao. Su acercamiento al mundo audiovisual inicia cuando ella sólo contaba con nueve años, esto gracias a que su pueblo natal se convertiría en el epicentro de la nueva era de comunicación comunitaria. En 1989 se había fundado la estación de Radio XEGLO “La voz de la Sierra” , la cual transmite en las lenguas chinanteca, mixe, zapoteca y española, y en donde Luna Marán participó como locutora. Cuatro años después, en 1994, se creó el canal de televisión CANAL 12 “Nuestra visión" en el que participó como actriz infantil.

## Formación
Estudió artes en el Centro de Educación Artística (CEDART) Miguel Cabrera en la ciudad de Oaxaca con una beca del Fondo Guadalupe Musalem. A los 18 años, en 2006, desarrolló el proyecto “El teatro, la radio y la fotografía como herramientas de comunicación de los derechos sexuales y reproductivos” con el apoyo de "Semillas" de la Fundación MacArthur. 
Marán es egresada de la Universidad de Guadalajara, donde obtuvo la licenciatura en Artes Audiovisuales. Es parte de una segunda generación de comunicadores de su natal Guelatao, en la Sierra Norte de Oaxaca, que han contribuido a que se haya convertido en un referente importante para la formación y exhibición de proyectos culturales con una perspectiva comunitaria, de género y de representación digna. 
Productora de la cinta Los años azules (2017) ganadora de más de 10 premios y nominada a mejor ópera prima en Los Arieles 2018 y directora de diversos cortometrajes, la artista debuta en largometrajes como directora del documental Tío Yim (2019) exhibida en AMBULANTE, FICM, GIFF, BBC Reel LongShot, cinta sobre la vida y obra de su padre, Jaime.
Trabaja desde hace más de una década en la formación no escolarizada, donde la equidad de género, la diversidad y la comunalidad son ejes transversales. Co-fundadora del Campamento Audiovisual Itinerante (2012-2019), Aquí Cine (2012), JEQO (2019), Cine Too Lab (2018), entre otros. Produjo el Primer Diplomado para el Fomento de la Cultura de la Inclusión “Comunalidad y Equidad de Género”. Es también parte de Agenda Guelatao (2016) proyecto cultural comunitario enfocado en la promoción, rescate y preservación de la cultura de la región de la Sierra Norte del Estado de Oaxaca desde donde se gestiona la Sala Cine Too.
Ha sido seleccionada en el Visionary Talent Campus (2008), Talent Campus Guadalajara (2009), Doculab (2017). Ha trabajado como realizadora para el Festival Internacional de Cine en Guadalajara en sus ediciones 23 a 28, para la cantante Lila Downs, entre otros.
Marán ha publicado los textos El Cine comunitario o ¿cómo aprender a escuchar? (La Jornada del Campo), Nuestro propio espejo, ¿Quién apagará los incendios? Tsunami 2 coordinado por Gabriela Jauregui. Su trabajo está publicado en Reflexiones Sobre Cine Contemporáneo Documental de la Cineteca Nacional, Mapas abiertos Fotografía Latinoamericana de Alejandro Castellote, Fotografía Contemporánea de Oaxaca, recopilación de Abraham Nahón; 40 mujeres en las artes visuales, recopilación de Alessandra Galimberti; México a través de la fotografía 1839-2010 del Museo Nacional de Arte y Fundación MAPFRE; Eso que llaman comunalidad y Textos sobre el Camino Andado I y II de Jaime Martínez Luna. 
En 2019 participó en el 17° Festival Internacional de Cine de Morelia (FICM) en el Foro Cineastas Indígenas mexicanas. En el 2020, se abre la posibilidad a una nueva serie de conversatorios en el 18° FICM, los cuales llevan por nombre: Cineastas indígenas mexicanas: identidad y nuevas narrativas. Así mismo Tío Yim, formó parte de la Muestra de Cineastas Indígenas Mexicanas del mismo festival. Gracias a esto el trabajo de Luna se visibilizó en la televisión pública en la red de televisoras estatales y a través del Canal 22 entre otros. También ha sido invitada al Encuentro Nuevas realizadoras y Realizadores Indígenas, de la 15 edición del Festival Arica Nativa, de Chile.

## Reconocimientos
En el 2001, Luna recibió el segundo lugar del Premio Nacional de Fotografía para jóvenes Manuel Álvarez Bravo. En 2006 recibió el reconocimiento del Fondo Semillas por la realización del proyecto “El teatro, la radio y la fotografía como herramientas de comunicación de los derechos sexuales y reproductivos” con fondos de MacArthur Foundation. 
En 2019, su ópera prima documental Tío Yim (2019) participó en la selección oficial de Ambulante 2019, Festival del Nuevo Cine de Durango, Festival Foto Film, Tijuana, Guanajuato International Film Festival, Festival Internacional de Cine de Morelia, Festival de Cine Documental Mexicano Zanate, Festival Internacional de Tulum, San Diego Latino Film Festival(Online), Hola México (Online) Los Angeles 2020,  Entre dos Mundos (Online), 15 edición del Festival Arica Nativa, de Chile, LongShots, el primer festival de cine en línea de la BBC como una de las joyas ocultas del cine documental internacional.
Tío Yim (2019). Directora
- Premio Nuevas Miradas, Cuba 2013.
- Premio Cuban Hat y Premio IMCINE en 7º DocsForum del 9º Festival Internacional de Cine Documental de la Ciudad de México, DocsDF, 2014.
- Estreno en AMBULANTE 2019.
- Festival del Nuevo Cine Mexicano de Durango.
- Festival Internacional de Cine en Guanajuato.
- Festival Foto Film.
- Festival Internacional de Cine de Morelia.
- Festival Zanate.
- Festival Internacional de Cine de Tulum.
- Festival Long Shot  - BBC (On Line).
- Festival Hola México, Los Ángeles, EUA (On Line).
- Festival San Diego Latino Film Festival (On Line).
- 1ª Muestra de Cine en lenguas Indígenas, IMCINE 2019.
- XVI Muestra Internacional de Mujeres en el Cine y la Televisión.
- “Entre dos mundos” Festival de Cine de América Latina de Florencia, Italia.
- 1.ª Muestra de Cine de Realizadoras Indígenas, 2020.

Los Años Azules (Ficción, 2017). Productora. Dir. Sofía Gómez Córdova.
- Nominada al Ariel por Mejor Ópera Prima (Academia Mexicana de Ciencias   y Artes Cinematográficas.
- Premio FIPRESCI (Federación Internacional de Críticos de Cine).
- Premio mezcal a mejor director (Sofía Gómez Córdova).
- Premio mezcal a mejor actriz (Paloma Domínguez).
- Premio de la Academia Jalisciense de Cinematografía a mejor Largometraje Jalisciense.
- Nominada al Premio Maguey 32 Cinema Jove Festival Internacional de Cine de Valencia.
- Nominada a la Luna de Valencia.
- 9° Festival del Nuevo Cine Mexicano de Durango.
- 20° Guanajuato International Film Festival.
- Premio a la Mejor Película Mexicana de Ficción.
- Festival Internacional de Cine de América.
- Premio a la Mejor Actriz Panorama continental (Paloma Domínguez)
- Muestra Internacional de Cine con Perspectiva de Género.
- Festival de cine y comedia 24 risas por segundo.
- 13° Festival Internacional de Cine de Monterrey.
- Premio al Mejor Largometraje Mexicano de ficción.
- Gran Fiesta del Cine Mexicano, Mejor Película, Mención especial por actuación masculina (Luis Velázquez).
- 5º Festival Colima de Cine.
- 53rd Chicago International Film Festival (USA).
- 17° Barcelona International Gay & Lesbian Film Festival.
- 7th FICG in LA (USA).
- 5º Festival de Cine & Artes en Tapalpa.
- 3º Festival Internacional de Cine de León.
- XIII Muestra de Mujeres en el Cine y la TV.
- 4º Festival Internacional de Cine de Campeche.
- 15 Festival de Cine LGTB El Lugar sin límites (Ecuador).
- 9º Hiroshima International Film Festival (Japan).
- 8º Festival Santo Domingo OUT FEST (República Dominicana).
- Festival Internacional de Cine de Tequila, Mejor actriz Paloma Domínguez, Mejor director.
- 42nd Atlanta International Film Festival (USA).
- Zsigmond Vilmos International Film Festival (Hungría).
- 54 Mostra Internazionale del Nuovo Cinema Pesaro Film Fest (Italia).
- 16th Vancouver Latin American Film Festival (Canadá).
- Foto Film Tijuana.

## Filmografía
- Dirección, Tío Yim.[11] Documental
- Producción, Los Años Azules.[12] 2017.  Largometraje de ficción.
- Dirección y producción, Me parezco tanto a ti.[13] 2011. Cortometraje documental.
- Dirección, Nocturnos. 2010. Cortometraje de ficción.
- Codirección con Ana Santos, Mare. 2004. Cortometraje experimental.